# Опозиція

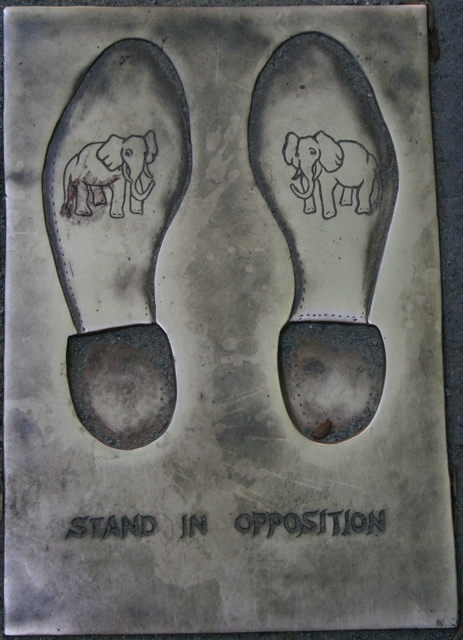
Стою в опозиції

Опози́ція (від лат. oppositio «протиставлення, заперечення») — протиставлення одних поглядів чи дій у політиці іншим, партія або група, що виступає врозріз з думкою більшості або з панівною думкою і висуває альтернативну політику, інший спосіб вирішення проблем.
Політична опозиція — необхідний елемент політичної системи, що сприяє її ефективному функціонуванню. Головним призначенням опозиції є, передусім, контроль за діями чинної влади.

## Елементи
Опозиція полягає в двох елементах:
- протиставлення своєї політики політиці інших політичних сил;
- виступ проти думки більшості у законодавчих, партійних та інших структурах.

Розрізняють опозицію помірковану, радикальну, лояльну, конструктивну, деструктивну (руйнівну).
Важливим механізмом забезпечення альтернативності, багатоваріантності у прийнятті рішень органами влади є інститут політичної опозиції, існування якого визнається органічним явищем та необхідною характеристикою демократичної політичної системи. Проте виникнення та функціонування цього інституту можливе лише за умов забезпечення права громадян на протест, де опозиція виступає однією з його форм.
Виходячи з цього, різними є й підходи до класифікації опозиції. Так, опозицію як форму суспільного протесту можна поділити за сферами життя на політичну, економічну, соціальну, духовно-культурну тощо.
• за ставленням до системи влади виокремлюють системну (яка поділяє основні цінності, принципи та цілі існуючої політичної системи, але заперечує методи здійснення політики) та позасистемну (яка не згодна не лише з діями владних структур, а й з самими підвалинами суспільно-політичного ладу в країні);
• за характером вимог визначають радикальну опозицію (застосовує як парламентські, так і позапарламентські методи тиску та, як правило, відкидає будь-які компроміси з чинною владою), помірковану (застосовує переважно методи парламентського тиску, вдається до «політичного торгу» з принципових питань) та лояльну опозицію (готова підтримувати владу, може дійти згоди з нею і навіть піти на поступки);
• за характером дій виокремлюють конструктивну опозицію (дії опозиції спрямовані на поліпшення якості політичного управління, стимулювання влади до реформ) та деструктивну (її дії спрямовані на створення перешкод у діяльності владних структур);
• за місцем у спектрі політичної сили опозицію характеризують як ліву, праву, центристську тощо.

## Контрольована опозиція
Контрольована опозиція може означати партію чи групу, яка виступає як заповнювач опозиції, але яка в кінцевому підсумку абсолютно неефективна, і тому все «контролюється» правлячими партіями, без обов’язково прямої змови. Подібні заяви лунали також щодо Демократичної партії щодо їхньої слабкості в протистоянні другій адміністрації Трампа.